# Bird Box
Bird Box è un film del 2018 diretto da Susanne Bier.
La pellicola, con protagonista Sandra Bullock, è l'adattamento cinematografico del romanzo del 2014 La morte avrà i tuoi occhi (Bird Box) scritto da Josh Malerman, ambientato in un futuro post-apocalittico.

## Trama
Malorie è una pittrice single in attesa di un bambino e un giorno la sorella Jessica decide di accompagnarla a fare un'ecografia in ospedale. Prima di andare, però, sentono al telegiornale di una strana "epidemia" di morti insolite e suicidi di massa in Russia e in altre parti del mondo. Dopo aver fatto l'ecografia, le due donne scoprono con orrore che alcune persone iniziano a mostrare i sintomi di questa "epidemia" anche nella loro città. Nel caos generale, Malorie e Jessica scappano in auto, ma quest'ultima vede "qualcosa" che la fa sbandare fuori strada. Uscita dall'auto, Jessica si lancia contro un camion della nettezza urbana in corsa, suicidandosi sotto gli occhi esterrefatti di Malorie. Quest'ultima, rimasta a piedi, scappa in preda al panico e inciampa davanti a una casa. Qui viene aiutata da una donna ma, nel farlo, questa viene colpita dagli stessi sintomi di Jessica, e anch'essa si toglie la vita, morendo bruciata in un'auto in fiamme.
Entrata in casa, di proprietà di Greg, Malorie fa la conoscenza di altre persone sopravvissute, tra cui Lucy, un'agente di polizia, Charlie, dipendente di un supermercato, Douglas, il marito della donna che ha aiutato Malorie a salvarsi, Cheryl, Felix e Tom, un ex militare. Il gruppo cerca di capire cosa possa essere successo. Ciò che capiscono è che c'è qualcosa fuori che, se guardato, fa sì che la persona impazzisca e venga indotta a suicidarsi. Su idea di Greg, decidono di capire meglio cosa siano queste "creature" che fanno impazzire le persone, e accendono il sistema di videosorveglianza della casa. Greg si offre di guardare nei monitor ma, purtroppo, dopo aver visto una di quelle misteriose entità, sia pur attraverso il monitor, quest'ultimo impazzisce e si suicida.
Quello stesso giorno Malorie soccorre una donna incinta di nome Olympia, facendola entrare in casa e ammettendola nel gruppo, nonostante la decisa contrarietà di Douglas perché le provviste stanno finendo rapidamente. Charlie allora confessa di essere un commesso di un supermarket poco distante e che potrebbero recarsi lì a fare provviste. Dopo aver opportunamente oscurato i finestrini dell'auto e guidando alla cieca, orientandosi grazie al navigatore della macchina, riescono ad arrivare al supermercato e a fare provviste. Malorie trova tre uccellini superstiti in una voliera e decide di prenderli con sé, data la loro capacità di avvertire la presenza delle misteriose “entità”. Il gruppo sente poi bussare a una porta da qualcuno che chiede aiuto, e Charlie riconosce dalla voce un suo ex collega, un uomo con disturbi mentali. L'uomo spinge per entrare, mostrando però segni di aggressività e creando il rischio di esporre tutti alle misteriose entità. Il gruppo cerca invano di rinchiuderlo nuovamente, allora Charlie decide di sacrificarsi, spingendo il suo collega nella stanza ma finendo così rinchiuso insieme a lui. Charlie viene esposto alle entità e si suicida.
Tuttavia, con stupore, il gruppo si accorge che l'uomo pazzo era ancora vivo, come se vedere quelle creature non avesse sortito l'effetto suicida. I giorni passano e i dissapori iniziali fra Douglas e Malorie sembrano scomparire, ma Lucy e Felix ne approfittano per scappare con l'auto di nascosto, per tentare miglior fortuna altrove insieme. Poco dopo si presenta a casa un uomo di nome Gary, il quale viene soccorso e fatto entrare. Gary spiega al gruppo che alcune persone sembrano avere effetti differenti se entrano in contatto visivo con le creature: invece di uccidersi, chiunque soffra di disturbi mentali e venga a contatto con le creature, si ritrova come ipnotizzato e "coinvolto" nella missione di scovare coloro che cercano di nascondersi dall'effetto nefasto di queste entità, obbligando gli altri a vederle. Nel frattempo sia Malorie che Olympia partoriscono i loro figli, ma Gary mostra la sua vera natura, si rivela essere uno psicopatico e spalanca le finestre della casa, che erano state sbarrate, per fare in modo che gli altri guardino fuori. Olympia e Cheryl perdono in tal modo la vita. In soccorso di Malorie arriva Douglas, che però ha la peggio e viene ucciso da Gary. Quest'ultimo, però, dopo una breve colluttazione viene ucciso a sua volta da Tom, che riesce a portare Malorie e i due neonati in salvo.
Cinque anni dopo, Malorie e Tom vivono come una coppia assieme ai bambini, che ancora non hanno un nome e vengono chiamati semplicemente "Bambina" e "Bambino". Un giorno sentono alla ricetrasmittente dell'esistenza di un rifugio sulla foce del fiume sotto la guida di un certo Rick: quest'uomo li informa che l'unico modo per arrivarci è in barca, superando le rapide del fiume e infine seguendo il cinguettio degli uccelli. Decidono di partire ma, mentre fanno provviste, vengono scovati da una banda di psicopatici immuni all'effetto suicida. Tom riesce ad uccidere quasi tutti i folli, per poi imbattersi, senza benda agli occhi, in una delle creature. Prima di spararsi, tuttavia, riesce a mantenere il controllo di sé per qualche istante e ad uccidere l'ultimo in vita tra il gruppo di folli. Rimasta sola con i bambini, Malorie compie con loro il viaggio in barca fino alla foce, oltrepassando le pericolose rapide. Dopo grandi peripezie, la donna raggiunge il rifugio, che risulta essere una scuola per non vedenti. Qui vengono accolti da Rick e incontrano la dottoressa Lapham, il medico dell'ospedale presso cui Malorie aveva fatto l'ecografia ed era fuggita all'arrivo degli esseri. Quando la dottoressa chiede alla donna come si chiamino i bambini, Malorie decide di dare il nome Olympia alla bambina, come la sua vera madre, e Tom al bambino, come il compagno che ha sacrificato la sua vita per loro.

## Produzione

### Sviluppo
I diritti cinematografici del romanzo sono stati acquistati dalla Universal Pictures nel febbraio 2013, con Chris Morgan e Scott Stuber come produttori e Andrés Muschietti alla regia. Successivamente Eric Heisserer viene scelto come sceneggiatore.
Nel luglio del 2017 i diritti del progetto passano a Netflix, dopo che Scott Stuber entra a far parte dell'azienda, e vengono annunciati Sandra Bullock e John Malkovich come primi membri del cast, mentre per la regia viene scelta Susanne Bier.

### Riprese
Il budget del film è stato di 19,8 milioni di dollari.
Le riprese del film sono iniziate nell'ottobre 2017.

### Effetti speciali
Gli effetti visivi sono stati realizzati dalla Industrial Light & Magic e supervisionati da Marcus Taormina.

## Promozione
Il primo trailer del film viene diffuso il 24 ottobre 2018.

## Distribuzione
La pellicola è stata presentata al AFI Fest il 12 novembre 2018 e distribuita in alcune sale cinematografiche statunitensi e britanniche dal 13 dicembre, poi in tutto il mondo su Netflix a partire dal 21 dicembre.

## Accoglienza
Nel primo mese, il film è stato visto da circa 80 milioni di utenti su Netflix, ed è diventato il secondo film originale più visto di sempre su Netflix, con 89 milioni di visualizzazioni.

### Critica
Sull'aggregatore Rotten Tomatoes riceve il 62% delle recensioni professionali positive, con un voto medio di 5,7 su 10, basato su 133 critiche, mentre su Metacritic ottiene un punteggio di 51 su 100, basato su 26 recensioni.

### Primati
Il film è diventato il più visto nella prima settimana di distribuzione sulla piattaforma Netflix con 45 milioni di visualizzazioni in tutto il mondo. A fine 2021 risulta essere il terzo film più visto dell'anno.

## Riconoscimenti
- 2019 - National Film & TV Awards[17]
  - Candidatura per il miglior film
  - Candidatura per la miglior attrice a Sandra Bullock
- 2019 - MTV Movie & TV Awards[18][19]
  - Performance più terrorizzante a Sandra Bullock
  - Candidatura per la miglior performance in un film a Sandra Bullock

## Sequel e spin-off
Nel luglio 2020, l'autore del romanzo da cui è tratto il film, Josh Malerman, ha annunciato lo sviluppo di un sequel basato sul romanzo Malorie, scritto sempre dallo stesso Malerman.
Nel marzo 2021 viene annunciato lo spin-off in lingua spagnola Bird Box Barcelona, scritto e diretto da Álex Pastor e David Pastor, che ha dato il via ad altri spin-off internazionali legati alla pellicola. Il trailer dello spin-off è stato diffuso il 9 maggio 2023; pellicola disponibile dal 14 luglio 2023 su Netflix.